# Stanton (Kentucky)
Pour les articles homonymes, voir Stanton.
La ville de Stanton est le siège du comté de Powell, dans l’État du Kentucky, aux États-Unis. Elle comptait 2 733 habitants lors du recensement de 2010.

## Source
- (en) Cet article est partiellement ou en totalité issu de l’article de Wikipédia en anglais intitulé « Stanton, Kentucky » (voir la liste des auteurs).